# Тамбовка (Давлекановський район)
Тамбо́вка (рос. Тамбовка, башк. Тамбовка) — присілок у складі Давлекановського району Башкортостану, Росія. Входить до складу Поляковської сільської ради.
Населення — 17 осіб (2010; 6 в 2002).
Національний склад:
- башкири — 50 %
- росіяни — 33 %